# (24967) Frištenský
(24967) Frištenský, désignation internationale (24967) Fristensky, est un astéroïde de la ceinture principale.

## Description
(24967) Fristensky est un astéroïde de la ceinture principale. Il fut découvert le 14 janvier 1998 à l'Observatoire d'Ondřejov par Lenka Šarounová. Il présente une orbite caractérisée par un demi-grand axe de 3,08 UA, une excentricité de 0,28 et une inclinaison de 2,1° par rapport à l'écliptique.

## Compléments